# Mycetophila attenuata
Mycetophila attenuata är en tvåvingeart som först beskrevs av Johann Wilhelm Meigen 1818.  Mycetophila attenuata ingår i släktet Mycetophila och familjen svampmyggor.
Artens utbredningsområde är Tyskland. Inga underarter finns listade i Catalogue of Life.